# Стандартная улица (Москва)
Станда́ртная улица — улица на севере Москвы в Алтуфьевском районе Северо-Восточного административного округа, между Алтуфьевским шоссе и Путевым проездом. Вошла в черту Москвы в 1960 году в составе посёлка Бескудниково. Название возникло ещё до 1917 года. Считается, что оно было дано по характеру застройки улицы в то время. На улице расположен Бескудниковский комбинат строительных материалов.
Евгений Натаров, опираясь на генплан москвы 1952 года, предполагает, что в первой половине XX века Стандартная улица проходила севернее текущего местоположения, и затем была перенесена. В таком случае фрагментом старого положения Стандартной улицы следует считать проезд между современными владениями «Путевой проезд, 15А» и «Стандартная улица, 6с11».

## Расположение
Стандартная улица проходит с запада на восток, начинаясь от Путевого проезда параллельно расположенной южнее Инженерной улице, и заканчивается на Алтуфьевском шоссе.

## Учреждения и организации
- Дом 2 — Дом культуры Бескудниковского комбината строительных материалов;
- Дом 3 — ГБУ «Жилищник Алтуфьевского района»;
- Дом 4-а — колледж автомобильного транспорта № 9;
- Дом 6 — Бескудниковский комбинат строительных материалов;
- Дом 31 — отделение связи № 410-И-127410;
- Дом 33 — детский сад № 390.